# اچ‌ام‌اس سیلویا (۱۸۹۷)
اچ‌ام‌اس سیلویا (۱۸۹۷) (به انگلیسی: HMS Sylvia (1897)) یک کشتی بود. این کشتی در سال ۱۸۹۷ ساخته شد.